# Вербуватська сільська рада
Вербува́тська сільська́ ра́да — адміністративно-територіальна одиниця та орган місцевого самоврядування у Христинівському районі Черкаської області. Адміністративний центр — село Вербувата.

## Загальні відомості
- Населення ради: 629 осіб (станом на 2001 рік)

## Населені пункти
Сільській раді були підпорядковані населені пункти:
- с. Вербувата
- с. Багачівка
- с. Мала Іванівка

## Склад ради
Рада складалася з 14 депутатів та голови.
- Голова ради: Царук Іван Михайлович
- Секретар ради: Паламарчук Софія Андріївна

### Керівний склад попередніх скликань
| Прізвище, ім'я, по батькові | Основні відомості                                                                                                | Дата обрання | Дата звільнення |
| --------------------------- | --- | ------------ | --------------- |
| Марчук Володимир Іванович   | Сільський голова, 1949 року народження                                                                           | 26.03.2006   | 31.10.2010      |
| Царук Іван Михайлович       | Сільський голова, 1968 року народження, освіта середня спеціальна, член Всеукраїнського об'єднання «Батьківщина» | 31.10.2010   |                 |

Примітка: таблиця складена за даними сайту Верховної Ради України

### Депутати
За результатами місцевих виборів 2010 року депутатами ради стали:

#### За суб'єктами висування
| Суб'єкт висування | Кількість обраних депутатів | %    |
| ----------------- | --------------------------- | ---- |
| Народна партія    | 6                           | 42,9 |
| Самовисування     | 6                           | 42,9 |
| Партія регіонів   | 2                           | 14,3 |

#### За округами
| № округу        | Прізвище, ім'я, по батькові   | Дата визнання обраним | Освіта             | Партійна приналежність | Відомості про обраного депутата             |
| --------------- | ----------------------------- | --------------------- | ------------------ | ---------------------- | ------------------------------------------- |
| Народна Партія  |                               |                       |                    |                        |                                             |
| 1               | Сафонова Тетяна Павлівна      | 01.11.2010            | вища               | член Народної партії   | Кочубіївська загальноосвітня школа, вчитель |
| 5               | Паламарчук Софія Андріївна    | 01.11.2010            | середня спеціальна | член Народної партії   | Сільська рада, секретар                     |
| 6               | Нікітін Василь Олександрович  | 01.11.2010            | середня            | член Народної партії   | Агрофірма «Базис», токар                    |
| 8               | Смілянець Наталія Миколаївна  | 01.11.2010            | середня            | позапартійна           | Бібліотека, бібліотекар                     |
| 11              | Рура Олена Вікторівна         | 01.11.2010            | середня            | член Народної партії   | Будинок культури с. Багачівка, завідувачка  |
| 13              | Смішна Наталія Петрівна       | 01.11.2010            | середня            | член Народної партії   | СТОВ «Верхнячка-Агро», робітниця            |
| Партія регіонів |                               |                       |                    |                        |                                             |
| 10              | Коломієць Руслан Анатолійович | 01.11.2010            | середня            | член Партії регіонів   | Агрофірма «Базис», механізатор              |
| 12              | Рак Євдокія Володимирівна     | 01.11.2010            | середня спеціальна | член Партії регіонів   | пенсіонер                                   |
| Самовисування   |                               |                       |                    |                        |                                             |
| 2               | Срулик Таміла Олександрівна   | 01.11.2010            | середня            | позапартійна           | тимчасово не працює                         |
| 3               | Лещенко Наталія Олексіївна    | 01.11.2010            | середня            | позапартійна           | тимчасово не працює                         |
| 4               | Смішна Марія Петрівна         | 01.11.2010            | середня            | позапартійна           | Поштове відділення с. Вербувата, начальник  |
| 7               | Химич Вікторія Ігорівна       | 01.11.2010            | вища               | позапартійна           | тимчасово не працює                         |
| 9               | Танчук Наталія Вікторівна     | 01.11.2010            | середня            | позапартійна           | тимчасово не працює                         |
| 14              | Задворський Віктор Михайлович | 01.11.2010            | середня            | позапартійний          | тимчасово не працює                         |